# 圣伊波利特 (杜省)
圣伊波利特（法語：Saint-Hippolyte，法語發音：[sɛ̃.t‿ipɔlit] ⓘ）是法国杜省的一个市镇，位于该省东部偏北，属于蒙贝利亚尔区。

## 地理
圣伊波利特（47°19'6"N, 6°48'44"E）面积11.01 平方千米，位于法国勃艮第-弗朗什-孔泰大區杜省。代苏布尔河在此汇入杜河。
与圣伊波利特接壤的市镇（或旧市镇、城区）包括：蒙泰什鲁、比耶夫、莱布雷瑟、沙姆索勒、弗勒雷、利耶布维莱尔、蒙唐东、苏尔斯塞尔奈。
圣伊波利特的时区为UTC+01:00、UTC+02:00（夏令时）。

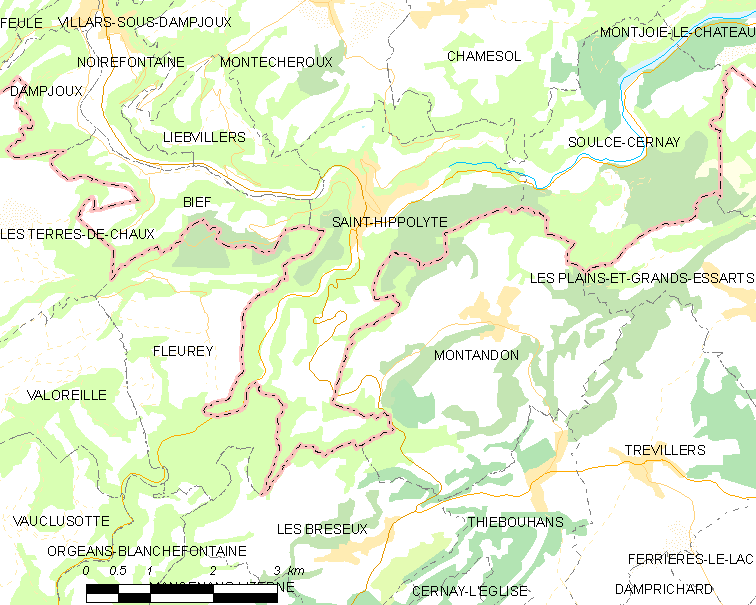
圣伊波利特的OSM定位图

## 行政
圣伊波利特的邮政编码为25190，INSEE市镇编码为25519。

## 政治
圣伊波利特所属的省级选区为迈什县。

## 交通
杜省省道D39线、D121线和D437线在境内交汇。

## 人口

1962-2008年间圣伊波利特人口变化图示

圣伊波利特于2022年1月1日时的人口数量为965人。